# Малые Автюки
Малые Автюки (бел. Малы́я Аўцюкі́) — агрогородок в Калинковичском районе Гомельской области Беларуси. Административный центр Малоавтюковского сельсовета.
Малые Автюки называют столицей народного юмора.

## География

### Расположение
В 13 км на восток от Калинкович, 2 км от железнодорожной станции Голевицы (на линии Гомель — Лунинец), 116 км от Гомеля.
Граничит с деревней Великие Автюки.

### Гидрография
На севере мелиоративные каналы и река Закованка (приток реки Припять). Поблизости в 1980 году образовано водохранилище Автюки, вблизи которого проходит ежегодный фестиваль юмора «Аутюкi».

## Транспортная сеть
Рядом автодорога Гомель — Лунинец. Планировка состоит из 2 прямолинейных, параллельных между собой (одна длинная, вторая короткая) улиц, к которым с востока присоединяются 2 короткие улицы. На севере к длинной присоединяется криволинейная улица с переулками. Застройка двухсторонняя, преимущественно деревянная усадебного типа.

## Этимология
Согласно В. А. Жучкевичу, название образовано от имени Автюк.

## История
По письменным источникам известна с конца XV века как село Автютевичи Речицкого уезда Великого княжества Литовского: в 1482 году староста мозырский Михаил Гашный спешно возвел замок в Мозыре от набегов крымских татар, и жители села Автютевичи были приписаны к Мозырскому замку. Следующее упоминание автюковцев - в Описе Мозырского замка 1552 года, где они названы "людьми господарскими" (т.е. государственными в отличие от крепостных): Костюк Величкович, Потап брат его, Микита Величкович, Шоя Величковичи Андрей братие их, Отрохим Пашкевич, Василь Крупеченин, Трухон Дашкович, Сергей Дашкович, Сидор Денисович, Омельян Сенкович, Лукьян Евсеевич, Степан Кузевич, Евсей Кузевич, Василь Котович, Нестер Курилович, Семен Филистович, Замко Ходорович, Василь Ескович, Марко Панкратович, Карп Лесутич, Михей брат его, Иван Прихожий . Они обязаны были давать на Мозырский замок 248 литров меда и 17 рублей серебром.
После 2-го раздела Речи Посполитой (1793 год) в составе Российской империи. Сохранилась квитанция Минского рекрутского департамента старосте Еленскому о принятии от него 24 декабря 1794 года рекрутов из деревни Малые Автютевичи. В 1801 году по новому территориально-административному делению Малые Автютевичи остались центом волости в 3-м стане (центр - Василевичи) Речицкого уезда Минской губернии. Согласно "Ревизской сказке", в селе проживало тогда 256 душ крестьян мужского пола. В 1821 году прошли антифеодальные выступления крестьян деревень Великие и Малые Автюки. Причина - сильное налоговое давление и нехватка пахотных земель. Среди крестьян упоминаются Иван Гаркуша и Трофим Веко, которые были наказаны ссылкой.  Проблема разрешилась лишь спустя 40 (!) лет: в прошении от 25 января 1860 года говорится: "В 1858 году при составлении проекта проверочной люстрации громада крестьян села Малые Автютевичи по причине тесноты селения и недостатка пригодных к хлебопашеству земель просит о предоставлении запасных участков в урочище Сирод для переселения семей А. Р. и П. Р. Дулубов, Ц. Есьмана, М. Дулуба, А. Веко, И. Северина, И. Дулуба и А. Кома". Прошение было удовлетворено. Так возникла деревня Сырод, которая ныне является агрогородком и центром хозяйства СПК "Дружба-Автюки".
В 1844 году в Малых Автютевичах было открыто народное училище, которое разместилось в наёмном крестьянском доме, а в 1875 году для него построено собственное здание. В 1850 году построена деревянная Параскиевская церковь. В "ОПИСАНИИ ЦЕРКВЕЙ И ПРИХОДОВ МИНСКОЙ ЕПАРХИИ" (выпуск VIII, Речицкий уезд) за 1878 год говорится: "МЕСТНОСТЬ И ЦЕРКОВЬ. Село Автютевичи, состоящее в 3-м благочинническом округе Речицкого уезда, расположено в низменной, лесистой и уединенной местности. От губернского города в 350, от уездного в 84, от почтовой станции в 10 и от Либаво-Роменской железной дороги в 120 верстах. Православная церковь здесь существует с незапамятных времен. Настоящая приходская Параскевиевская церковь построена в 1850 году на отпущенную правительством сумму в количестве 14000 рублей серебром. Зданием деревянная, на каменном фундаменте, устроена продолговатым крестом, с одним глухим куполом на середине церкви, другим таким же над алтарем и колокольнею во фронтонной части. Крыша устроена железная, покрашена, как и стены, масляною краскою. Окна расположены в два яруса, дверей четверо. Вообще в здании церковь крепка и благовидна. внутрення площадь вместительности заключает в себе около 35 квадратных сажен; купол и потолок подшиты тёсом; пол деревянный, стены покрашены масляною краскою. К отоплению церковь не приспособлена. Иконостас покрашен в лазурный цвет с золочеными карнизами и рамами, состоит из 10 академического письма икон, расположенных в один ряд. Помещение для ризницы устроено в особой пристройке при алтаре. Утварные вещи имеются в достаточном количестве, к ценным между ними относятся: серебряный прибор литургических сосудов и таковой же напрестольный крест. Облачений, устроенных из апликовой парчи, имеется семь приборов, в том числе два совершенно новых. Богослужебное Евангелие в лист, обложенное бархатом, с серебряными украшениями, как видно из надписи, пожертвовано в 1757 году Прокофием Есьмоном; прочие богослужебные книги имеются в полном составе. В архиве церковном метрические книги и прочие приходские документы хранятся с 1818 года. В колькольне имеются три колокола: в 27, 14 и 7,5 пудов. Кладбищ в приходе семь, а в деревнях Малых и Больших Автютевичах имеются приписные церкви. ПРИХОД. В состав прихода входят селения: Малые Автютевичи, Великие Автютевичи, Боруск, Глинная Слобода, Лозки, Сырод и Александровка - самый отдаленный пункт находится в 15 верстах. Прихожан числится: мужского пола 1307, а женского 1439 душ, - все они бывшие государственные крестьяне, занимаются исключительно хлебопашеством. Религиозно-нравственное состояние прихода можно признать удовлетворительным. ПРИЧТ. при сей церкви двухклирный, состоящий из настоятеля, его помощника, который управляет отдельною частию прихода - Хобненскою церковью, и двух псалмовщиков. Настоятелем состоит священник Гавриил Турцевич, окончивший курс наук в духовной семинарии, священствует с 1851 года, награждён камилавкою. ВЛАДЕНИЯ ЦЕРКВИ И ПРИЧТА. Церковного дохода в год поступает до 100 рублей. Притч, кроме штатного жалованья, пользуется церковною землею и помещением. Церковной земли 2,66, пахотной 63,99, сенокосной 29,09, зарослей 19,34; травяных болот 53,21, неудобной 44,94 десятин. Усадебная земля расположена в 1/4 версты от церкви, а остальная в девяти отдельных участках; план и межевая книга имеются. Необходимые для помещения причта строения хотя и имеются, но находятся в крайне ветхом состоянии. Проекта на приведение причтовых строений в порядок не составлено. ЦЕРКОВНЫЕ И ПРИХОДСКИЕ УЧРЕЖДЕНИЯ. При церкви утверждено церковно-приходское попечительство и с 1844 года существует штатное народное училище, впрочем, процент грамотности между прихожанами незначителен. Богадельни в приходе нет".
В 1878-1880 годах экспедицией И. Жилинского рядом с деревней был проложен магистральный канал Закованка протяжённостью 87 верст (сейчас река). Согласно переписи 1897 года в Автюкевичской волости действовали церковь, церковно-приходское и народное училище, хлебозапасный магазин, трактир.
В 1886 году в Малых Автютевичах насчитывалось 95 дворов, проживало 620 жителей, в народном училище обучалось 40 мальчиков и 4 девочки. Лишь в 1907 году построено отдельное школьное здание. В 1909 году в селе числилось 199 двора и 1317 жителей. В 1918 году открыта трудовая школа 1-й ступени (в 1924 году - около 70 учеников).
Первым, кто обратил внимание на характерные особенности автюковцев, был известный этнограф и фольклорист Исаак Сербов. В книге "Поездки по Полесью 1911 и 1912 годов" (1914) он писал: "Местные дреговичи заметно отличаются от полешуков как по внешности, так и образу жизни. Здесь виден народ крепкий, красивый и жизнерадостный. Особенно миловидностью отличаются женщины. Притом они еще и отличные рукодельницы. Автюки населяют два соседних села Великие и Малые Автюктевичи... и представляют чрезвычайно интересный этнографический тип. Автюк, более южный, брюнет, среднего роста и красивого телосложения. Говорит он скороговоркой с южно-русским акцентом, совершенно произвольно сокращая слова. В живом языке можно услышать такие слова: "Мо бутца трэа? - Озьмит-ка ее на ба плечы"; "Хоила моа день, або два, дый ничога не выхоила". То же самое заметно в изменении голосовых звуков. Так, например, гласный "у" переходит в "ы": хамыт, стрына и т.п. Кроме того, в говоре автюков сохранились формы и обращения русского праязыка. Например, слышатся такие выражения: "Мати, дось тобе седзець, будемо обедати" - "Хто знацьме про стары горад" - "Иттиму дзве версте пеша...".
12 ноября 1920 года в боях с легионерами С. Н. Булак-Балаховича здесь погиб командир бригады Красной Армии В. Д. Ковшов (похоронен в Москве, около Кремлёвской стены).
С 20 августа 1924 года центр Малоавтюковского сельсовета Калинковичского, с 27 сентября 1930 года Мозырского, с 3 июля 1937 года Калинковичского районов Мозырского (до 27 сентября 1930 года и с 21 июня 1935 года по 20 февраля 1938 года) округа, с 20 февраля 1938 года Полесской, с 8 января 1954 года Гомельской областей.
В результате пожара 9 сентября 1927 года сгорело 13 строений. Начальная школа в конце 1920-х годов преобразована в 7-летнюю (в 1935 году 248 учеников). В 1930 году организован колхоз «Красный Октябрь», работали смоловарня и кузница. На болоте около деревни в 1937 году начались торфоразработки. Во время Великой Отечественной войны в июле и декабре 1943 года оккупанты сожгли 450 дворов, убили 17 жителей. В боях за деревню и окрестности погибли 290 советских солдат и партизан (похоронены в братской могиле, 1 км на юго-восток от деревни). 117 жителей погибли на фронте. С марта 1960 года в составе совхоза «Голевичи» (центр — деревня Александровка). Расположены лесничество, средняя школа, клуб, библиотека, фельдшерско-акушерский пункт, детский сад, отделение связи, 3 государственных и 1 частный магазина, усадьба юмора с корчмой "Ганарысты парсюк". Раз в два года проходит республиканский фестиваль юмора "Автюки". Последний состоялся в июле 2016 года.
Среди знаменитых уроженцев Павел Николаевич Богданович - доктор технических наук, профессор; Валентина Петровна Вишневская - доктор психологических наук, профессор.
В 2011 году деревня Малые Автюки преобразована в агрогородок.

## Население

### Численность
- 2004 год — 417 хозяйств, 902 жителя.

### Динамика
- 1795 год — 83 двора[8].
- 1857 год — 540 прихожан[9].
- 1885 год — 95 дворов, 620 жителей.
- 1897 год — 122 двора, 1165 жителей[10] (согласно переписи).
- 1940 год — 476 дворов, 1683 жителя.
- 1959 год — 1772 жителя (согласно переписи).
- 1972 год — 547 хозяйств, 1802 жителя.
- 2004 год — 417 хозяйств, 902 жителя.

## Культура
- Дом культуры
- Музей белорусского народного юмора (2012).

## События и мероприятия
- Республиканский фестиваль народного юмора "Аўцюкі"[3][11]. С 1995 года проходит в Малых и Великих Автюках.

## Достопримечательность
- «Автюковское подворье». В сельской усадьбе с традиционной атрибутикой можно познакомиться с бытом автюковцев.

### Памятник, скульптура
- Памятник В. И. Ленину

### Жанровая скульптура, арт-объекты
- Деревянный памятник с рельефным изображением Колоска и Калинки
- Памятник местным народным героям — Колоску и Калинке. Этот памятник посвящён сатире и юмору. Установлена скульптура на границе двух деревень — Великих и Малых Автюков.
- Памятный знак «Аўцюкоўскі глобус»
- Памятный знак «Аўцюкоўская кветка»[12]

## Галерея

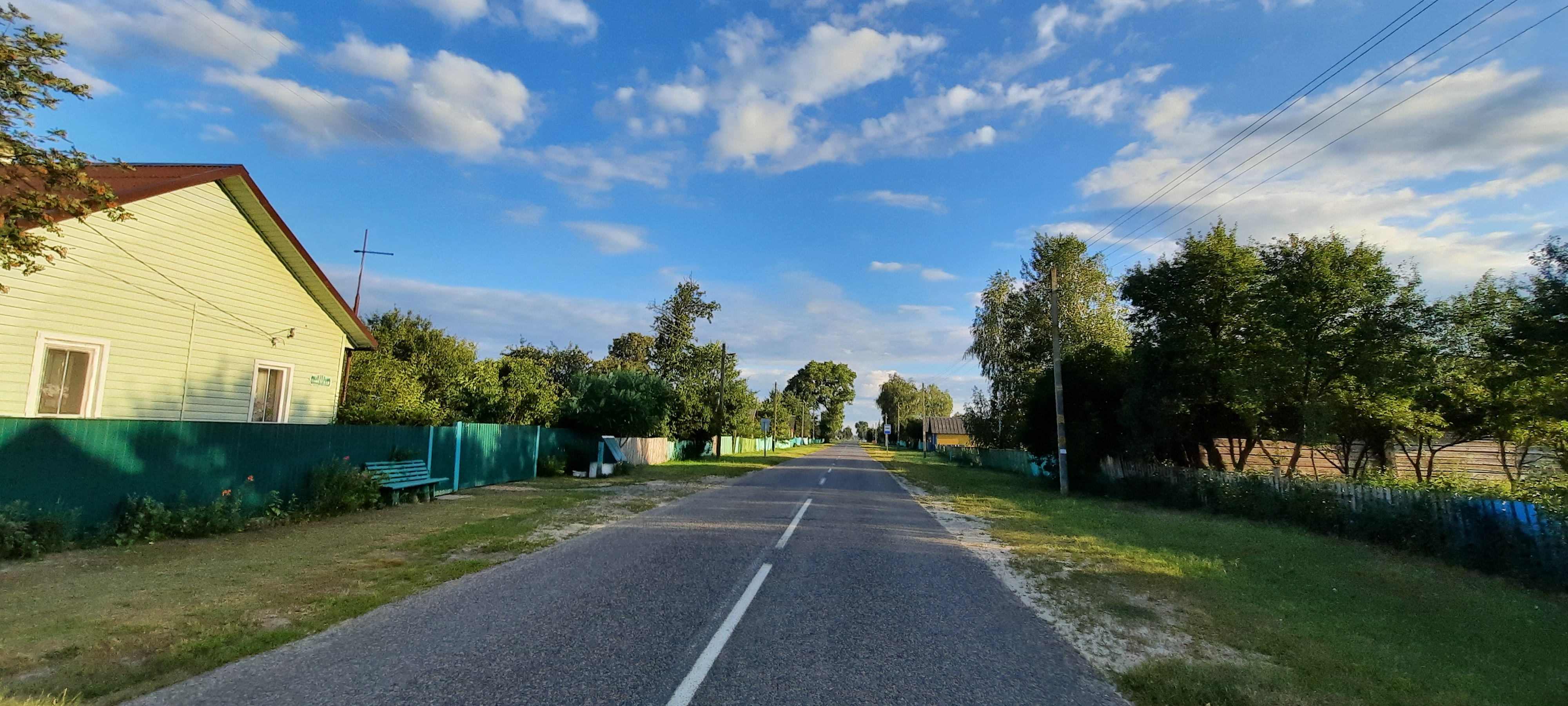
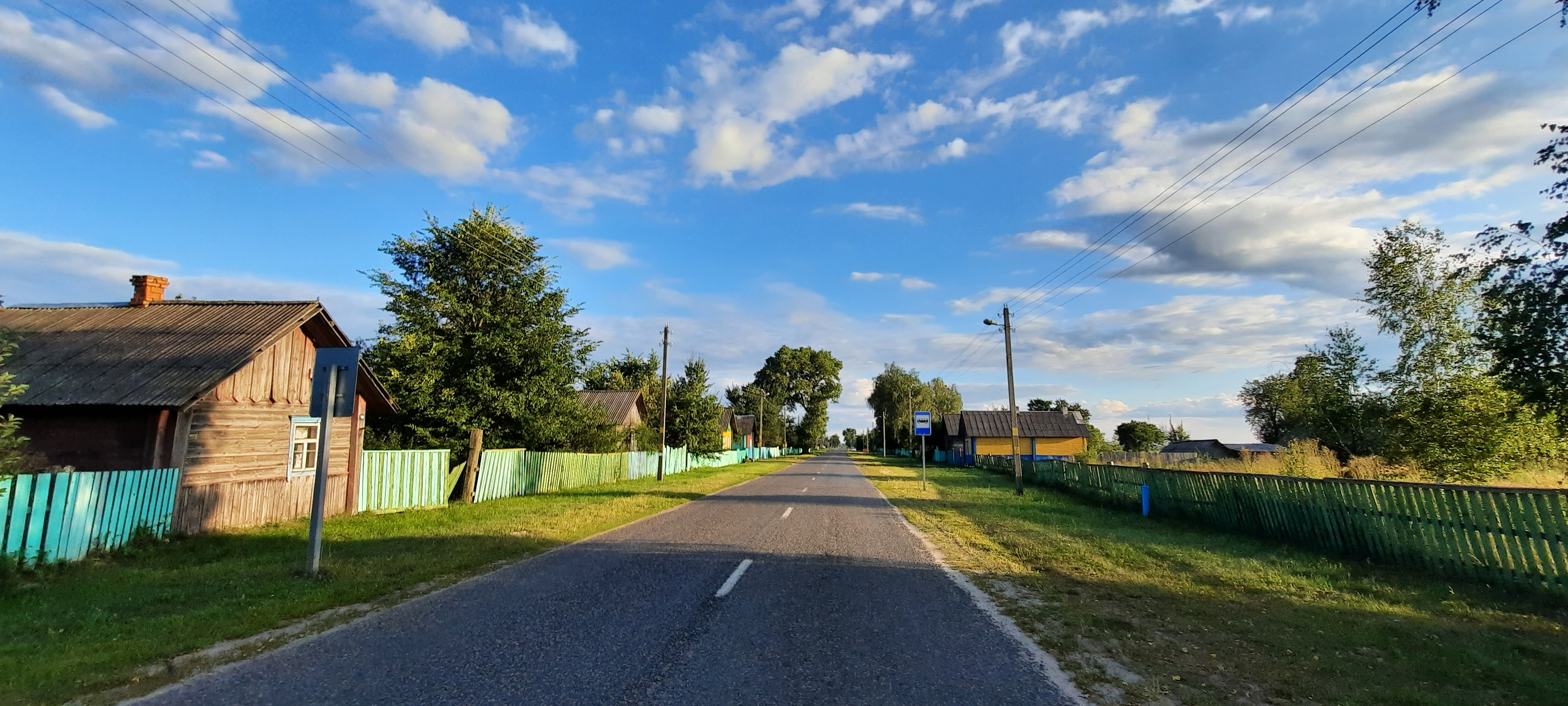
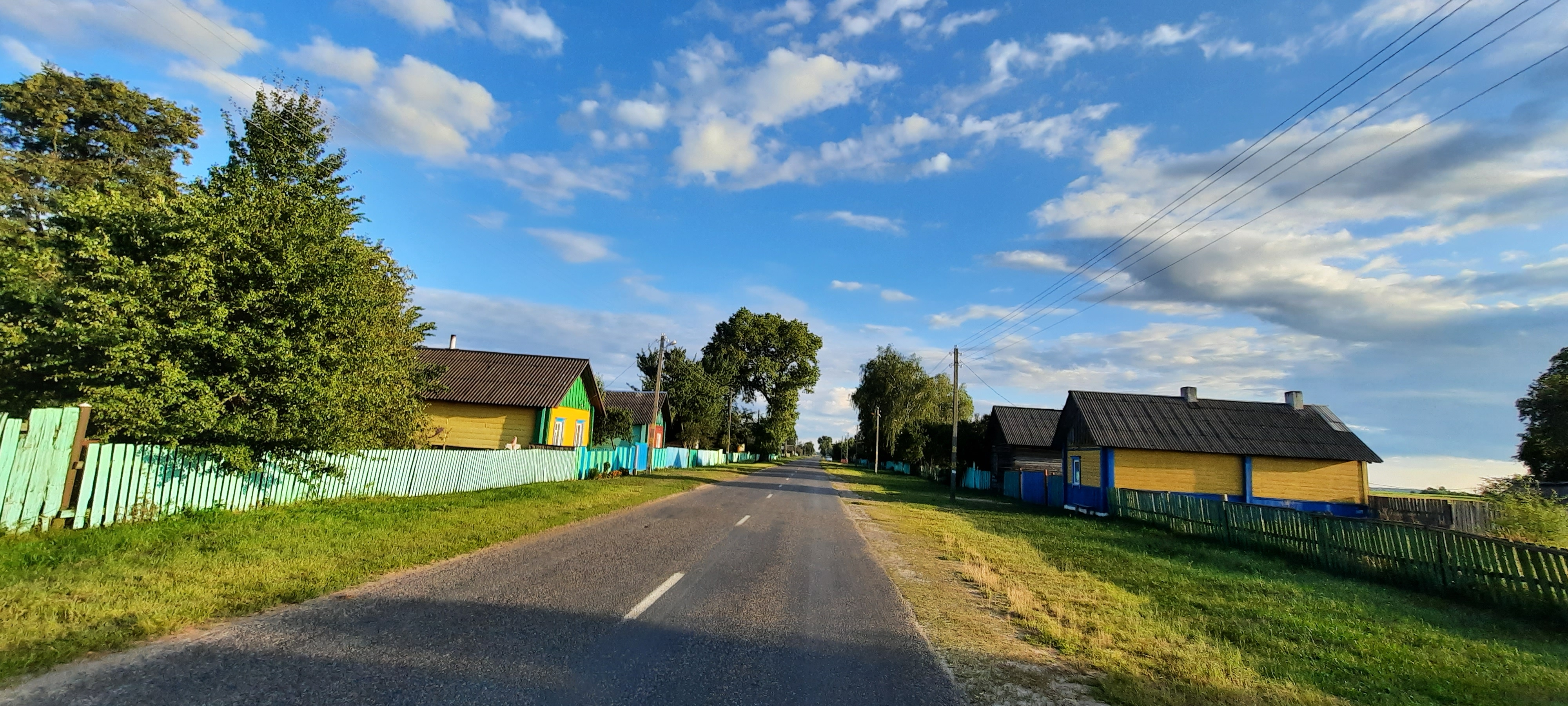
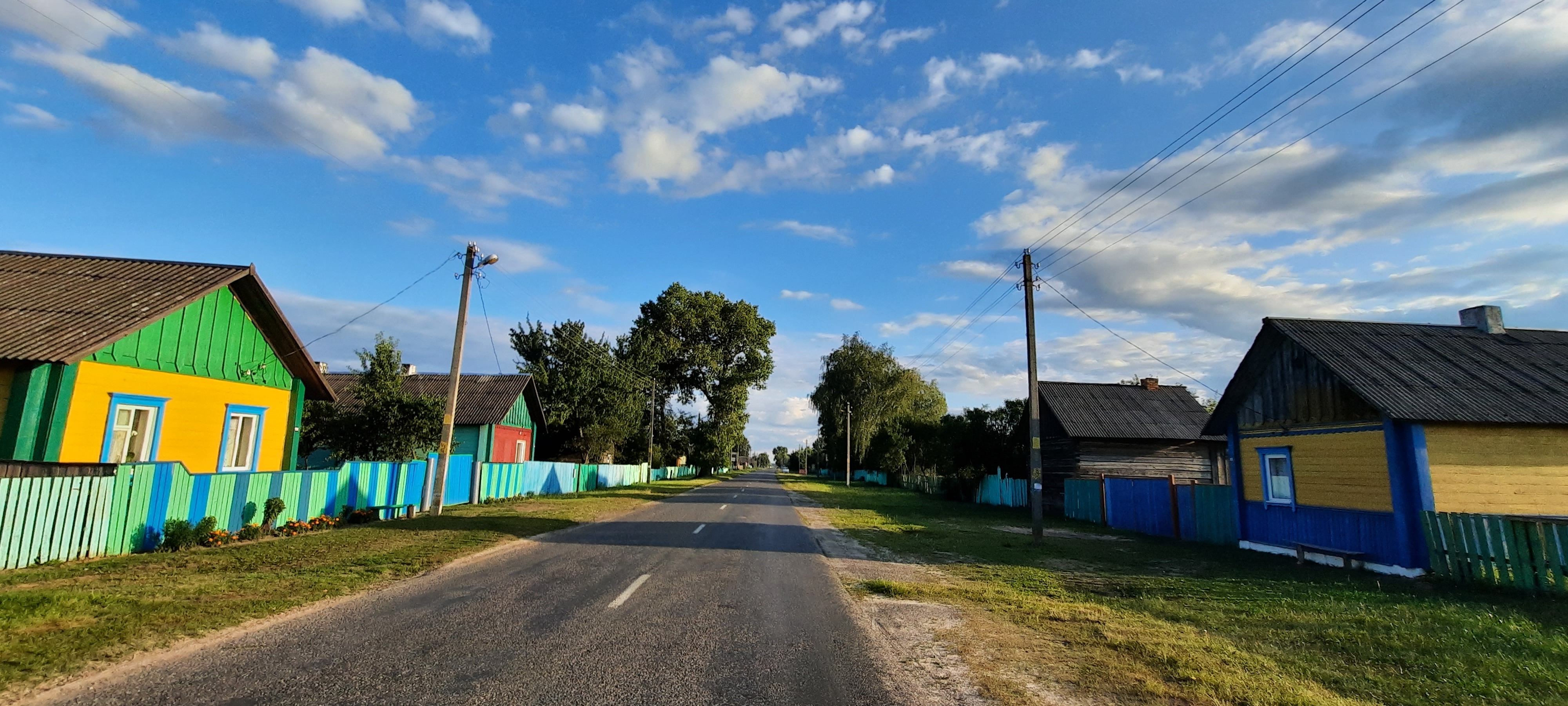
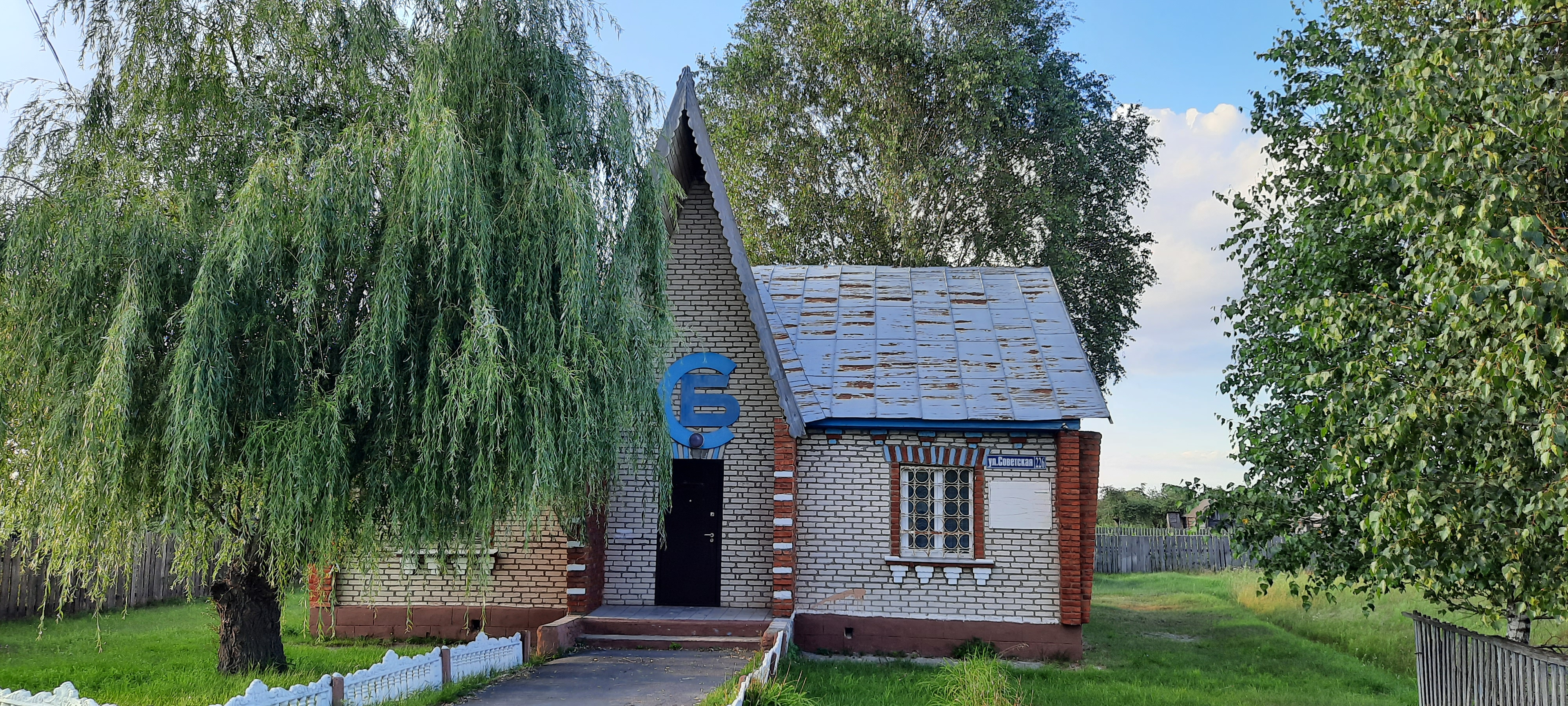
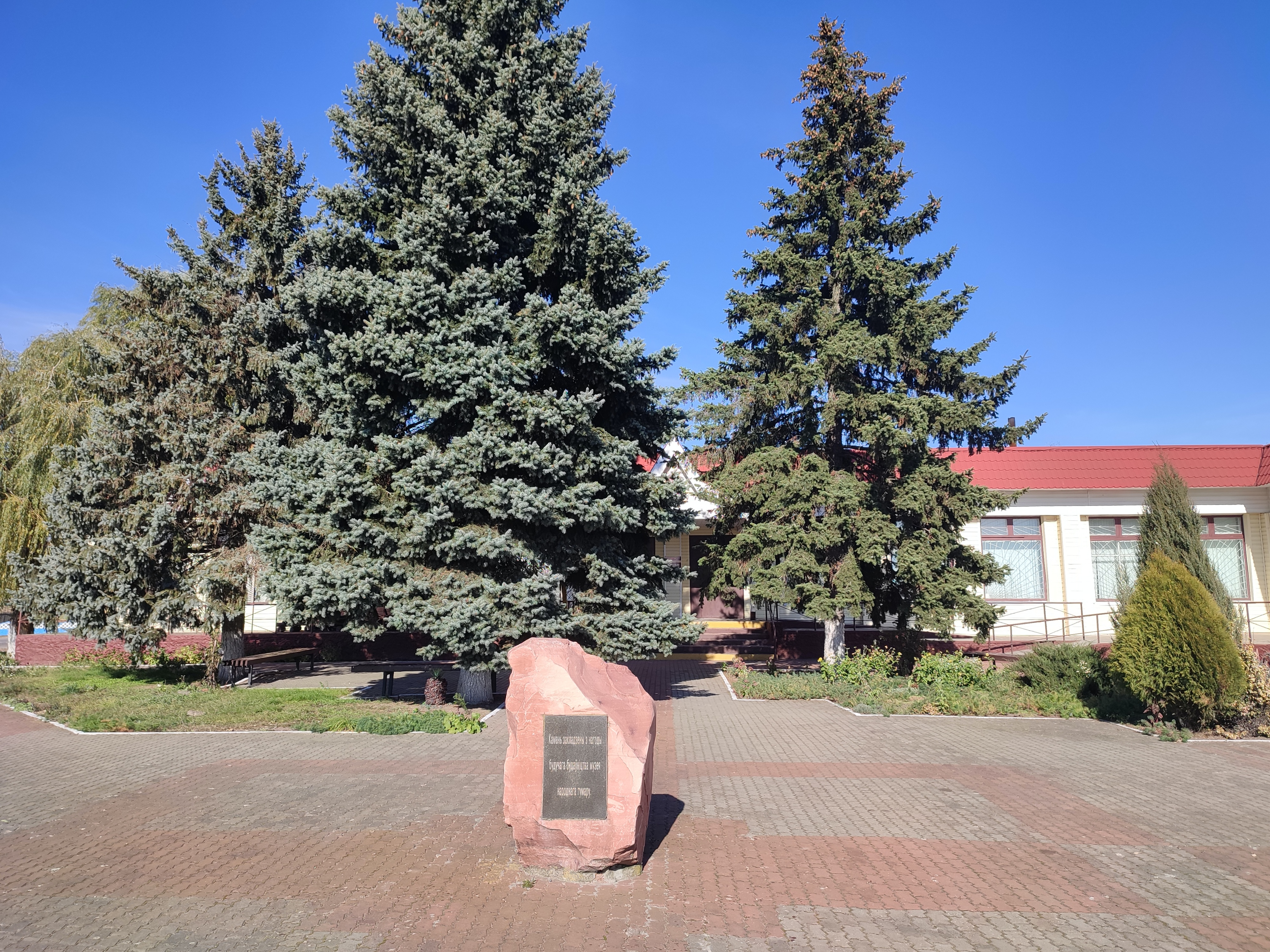
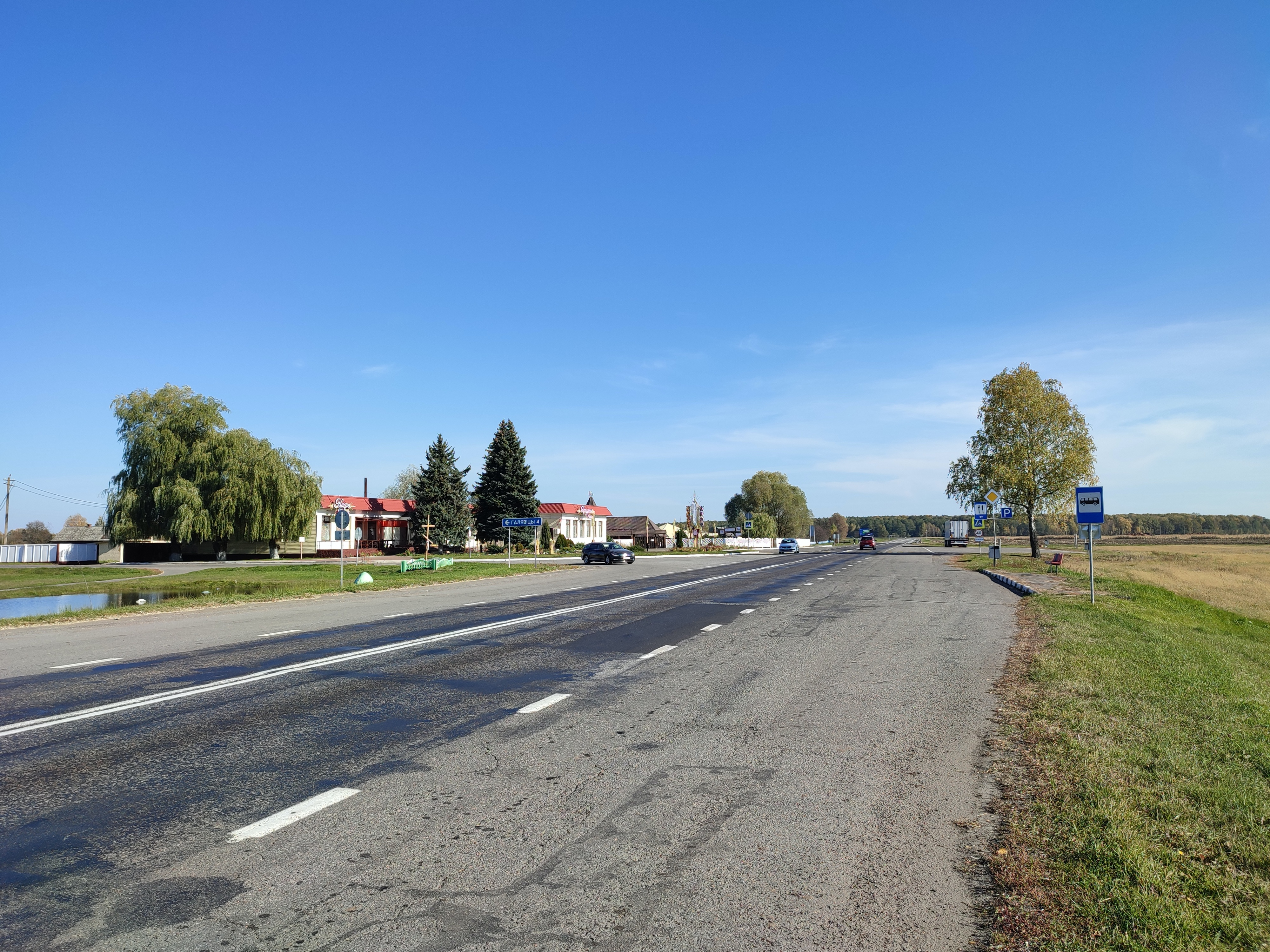
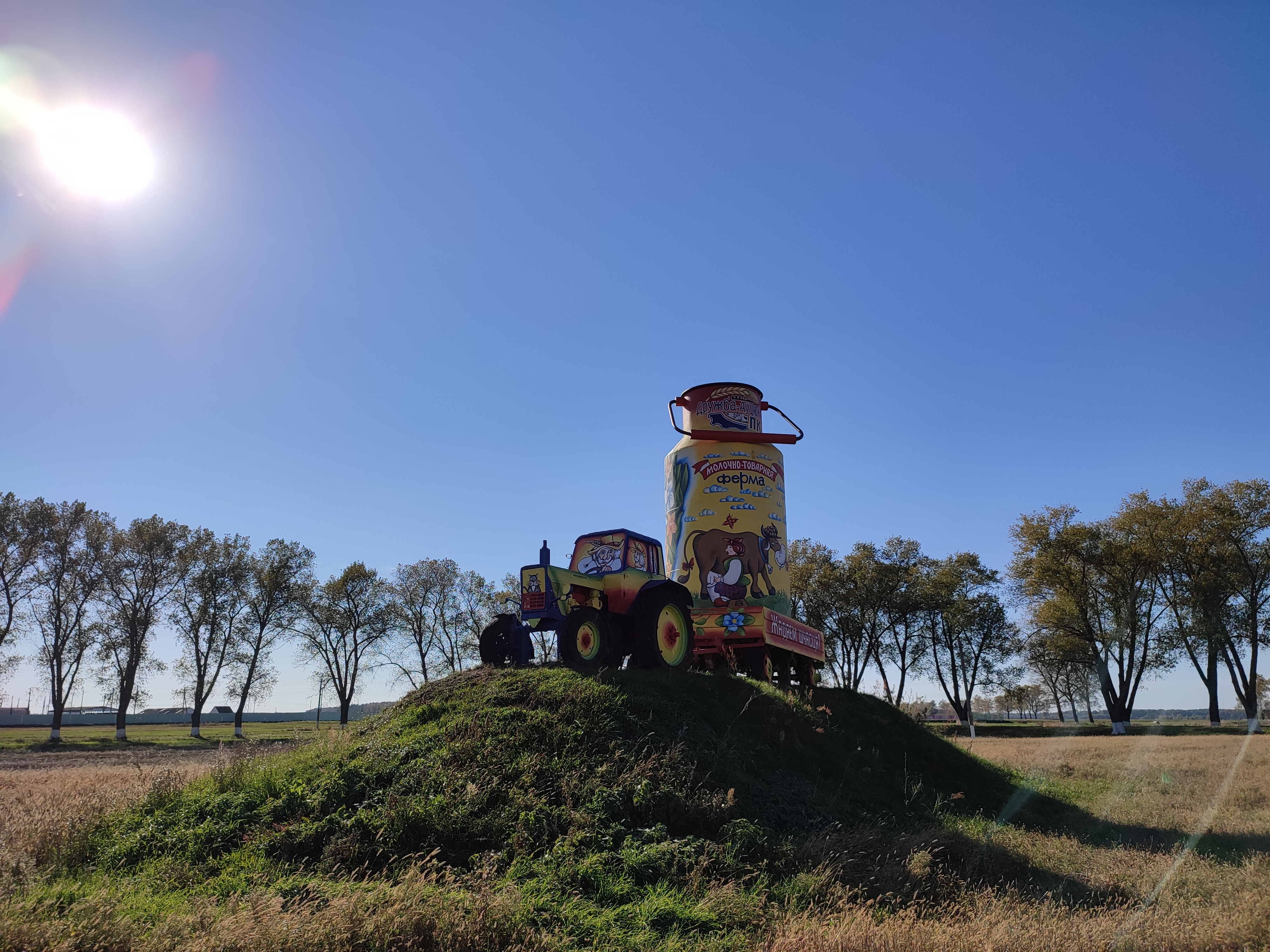
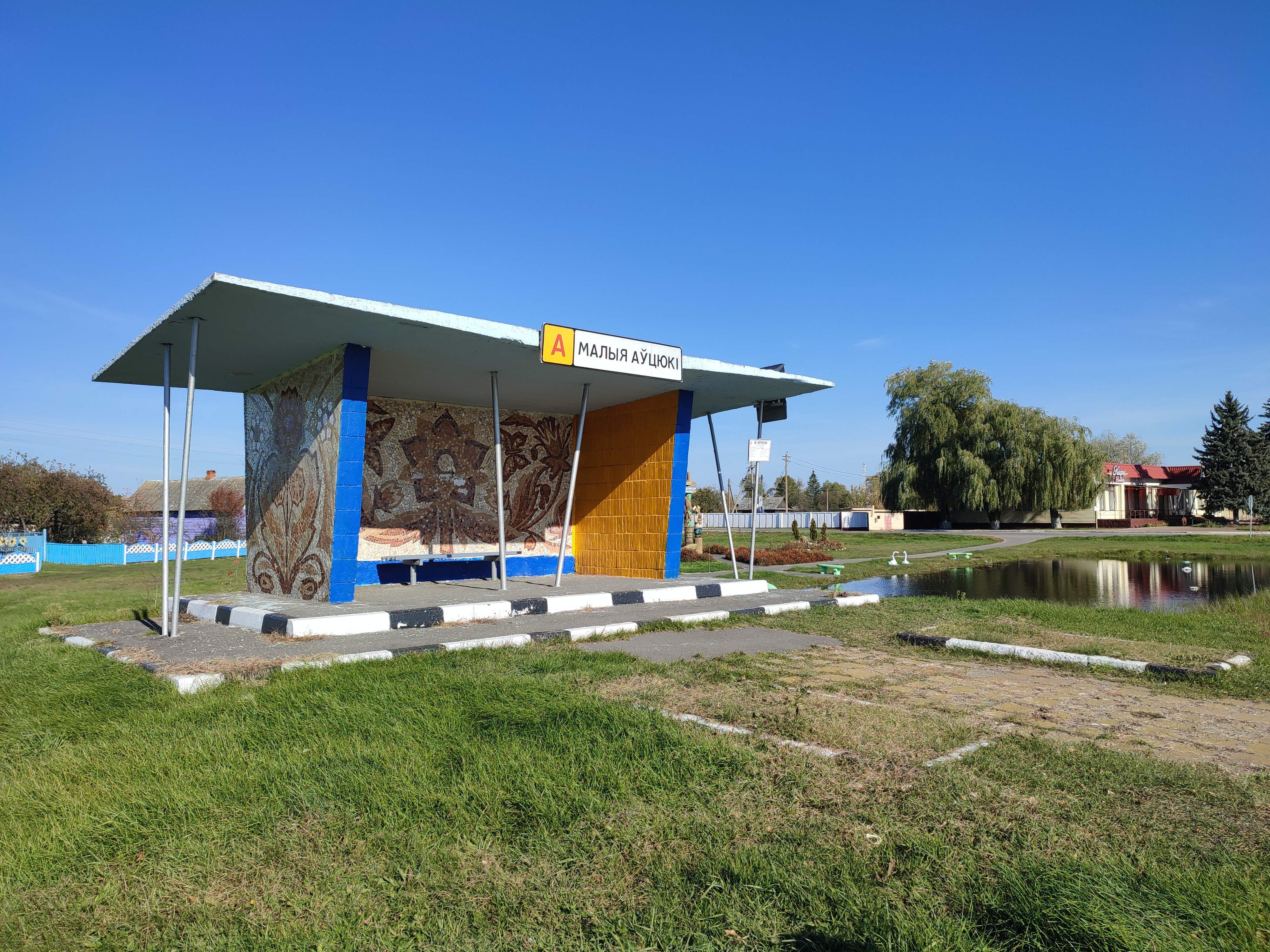
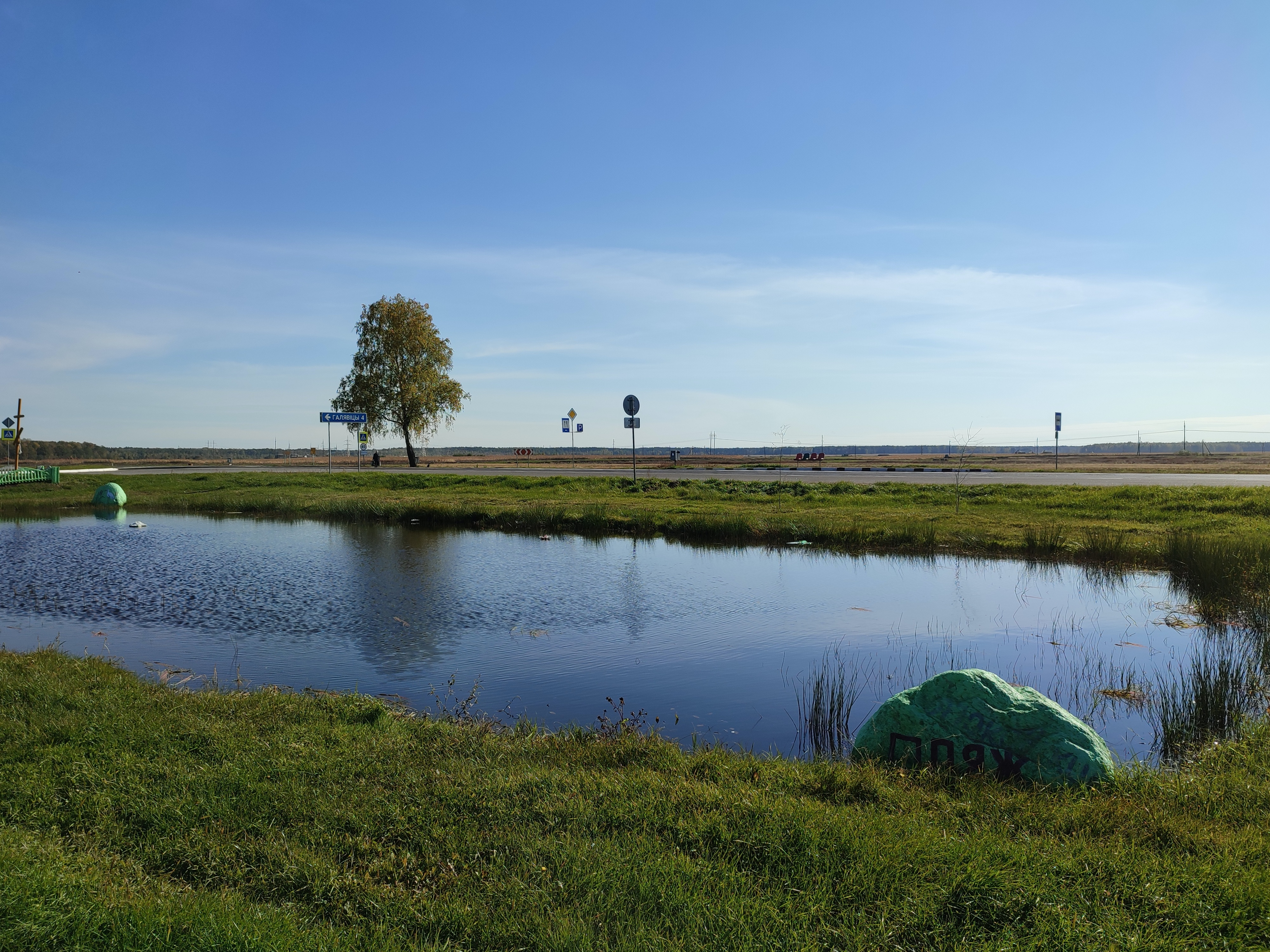
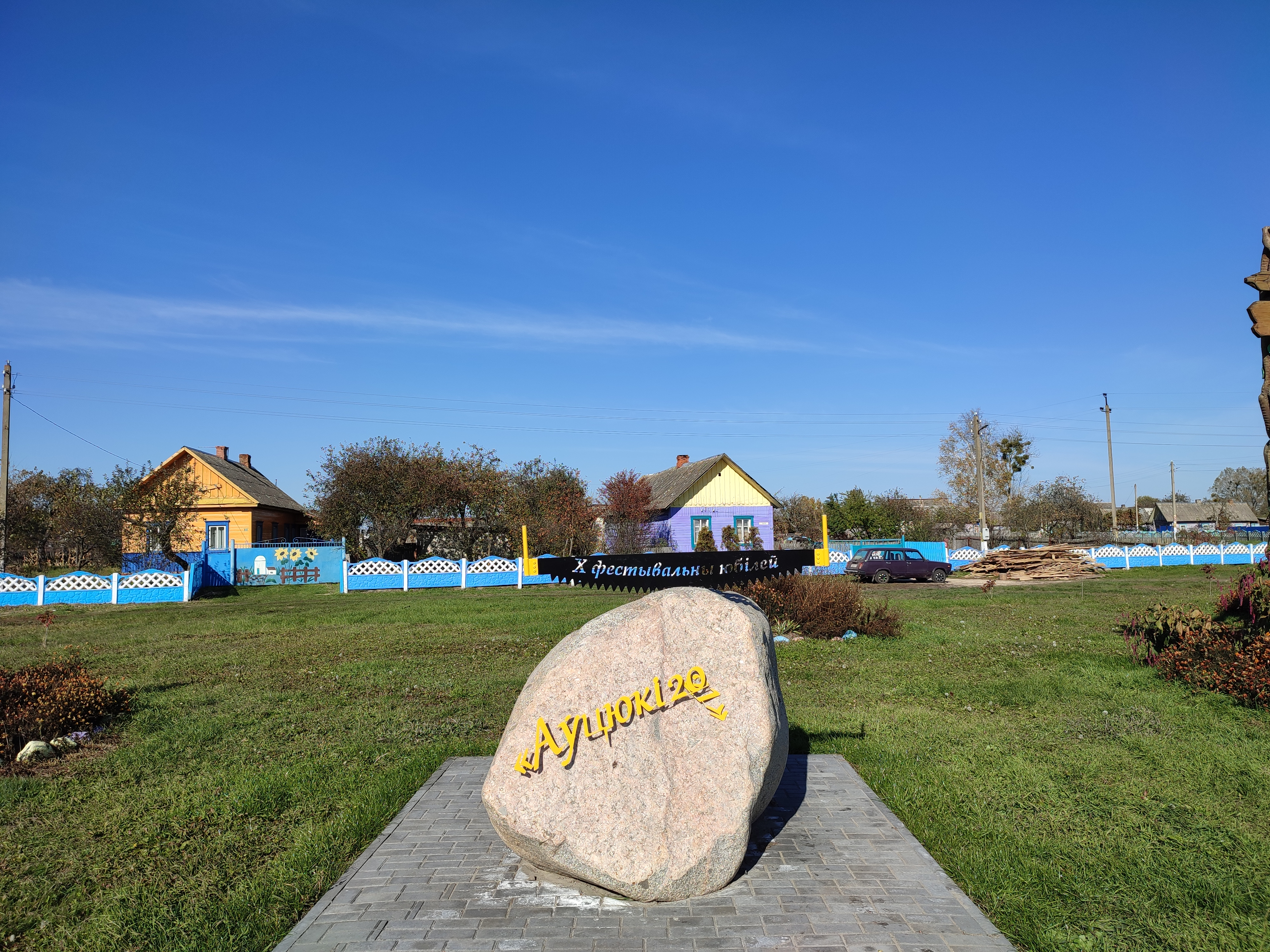
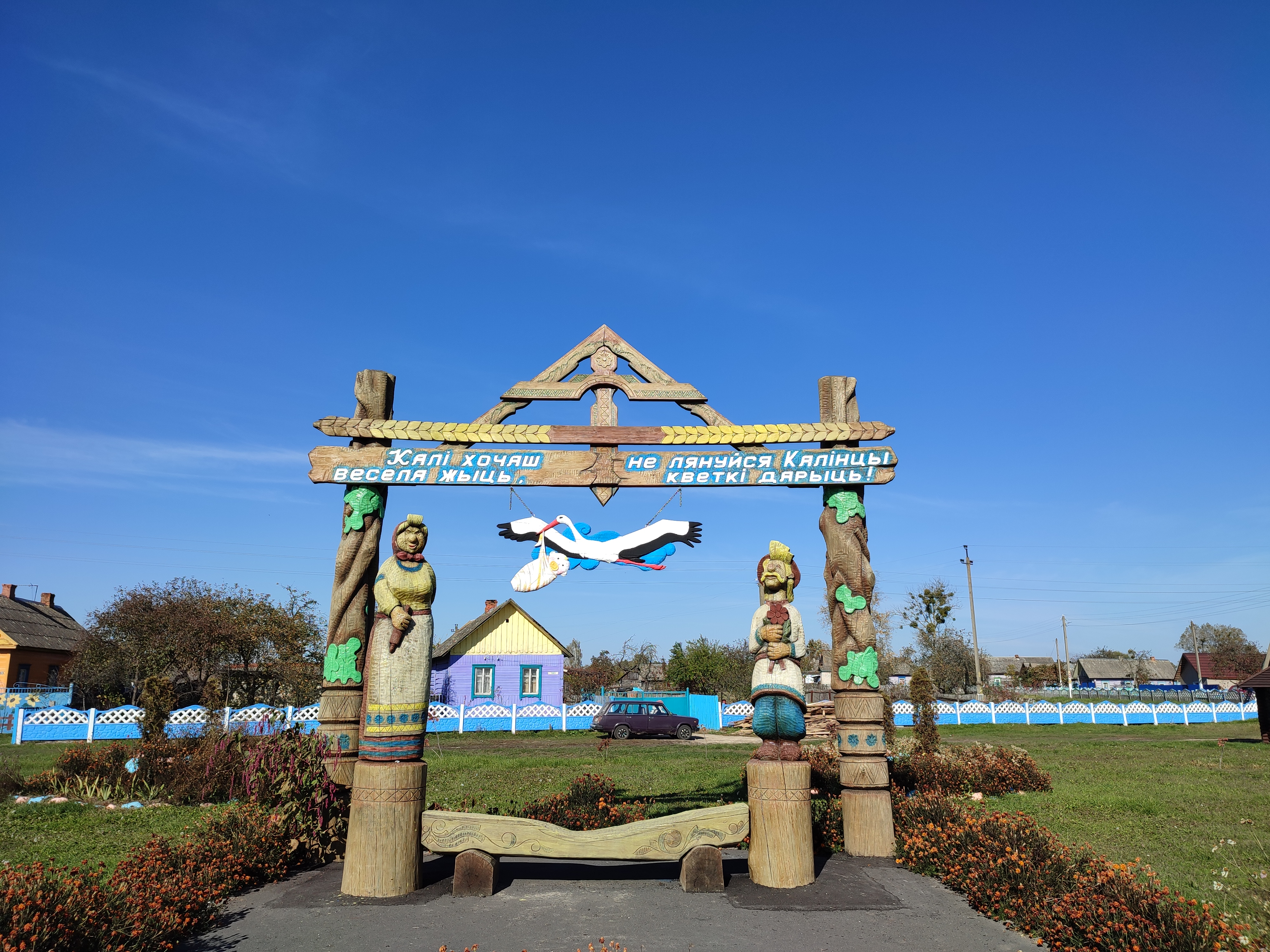
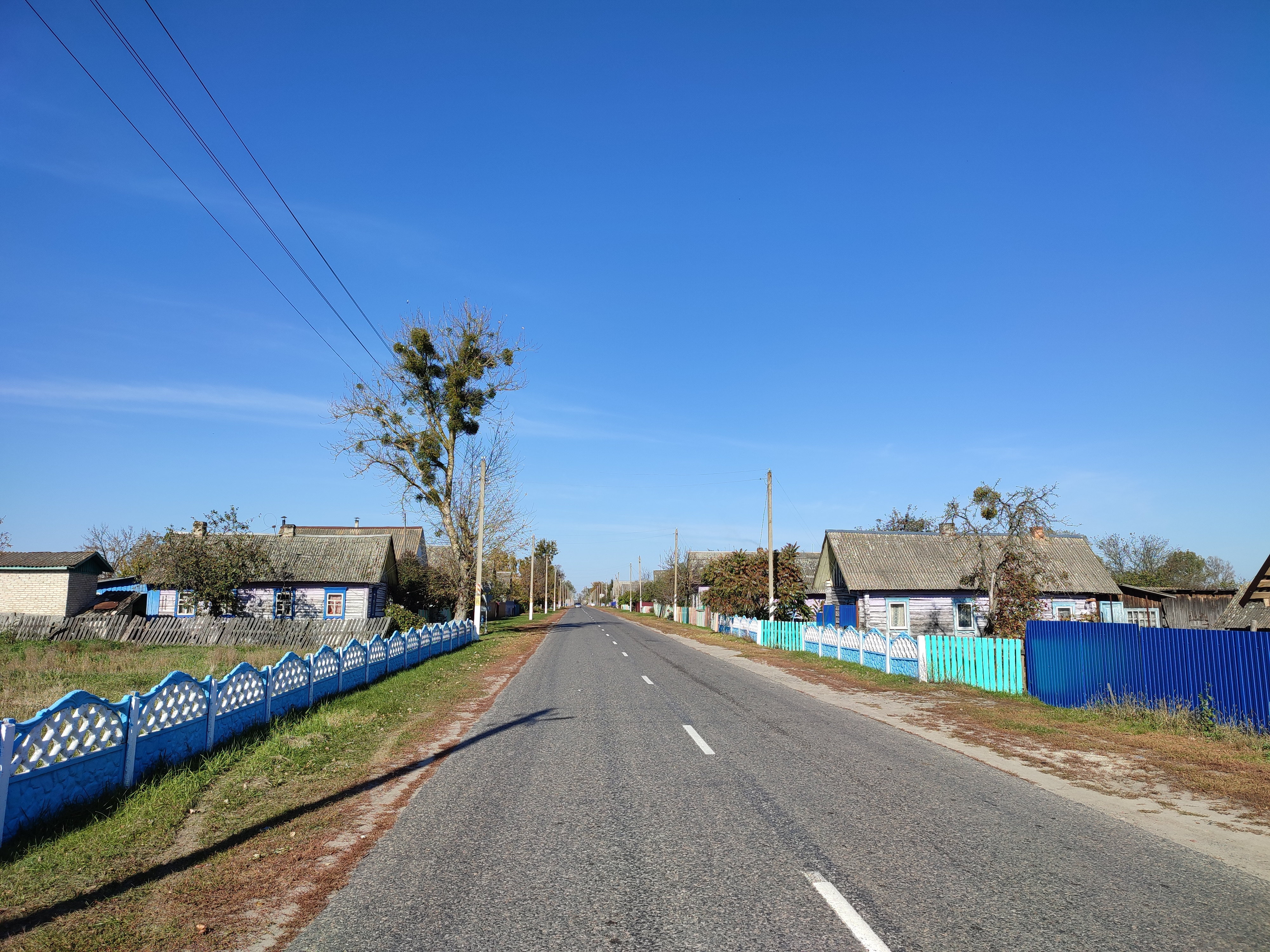
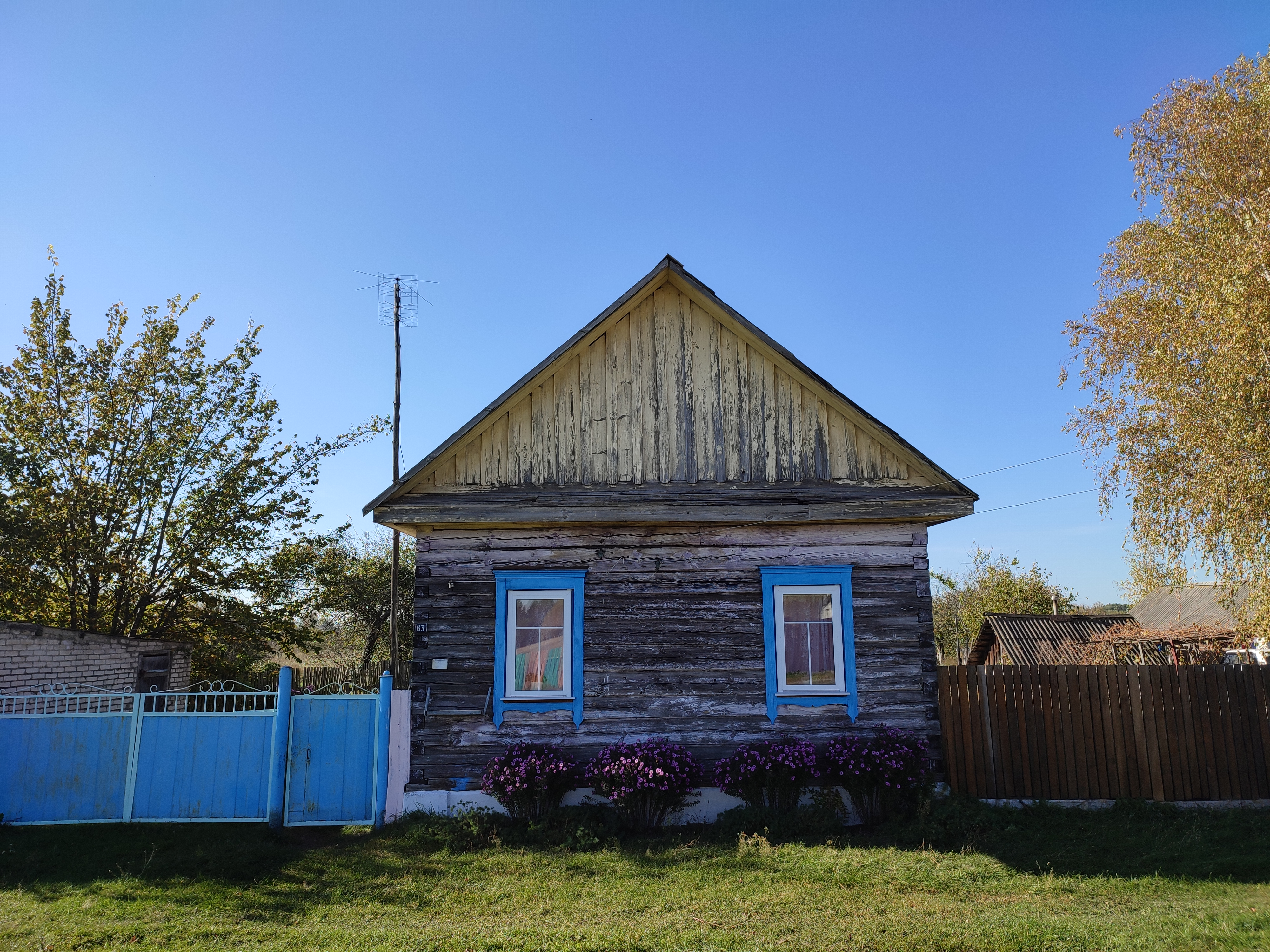
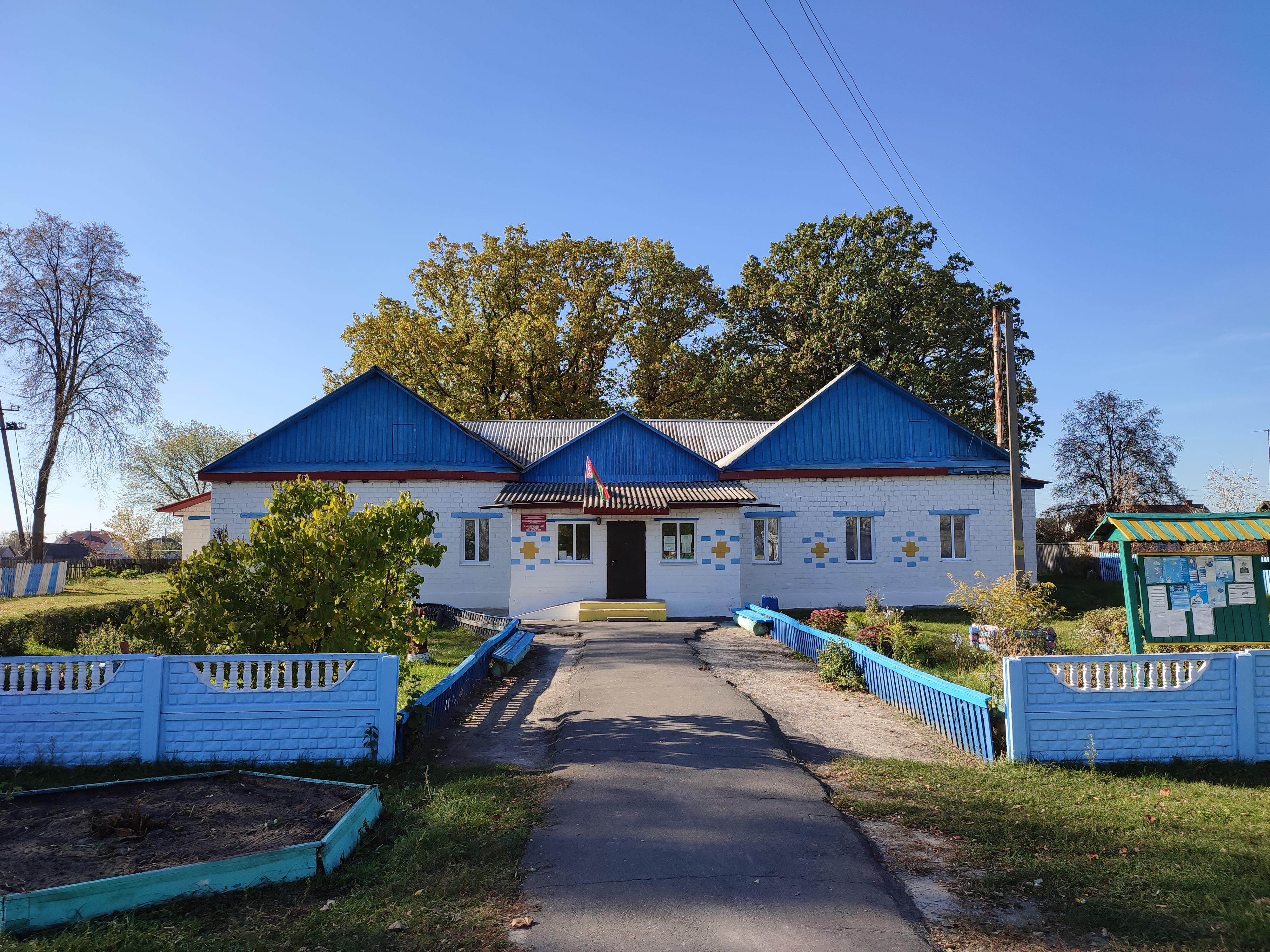
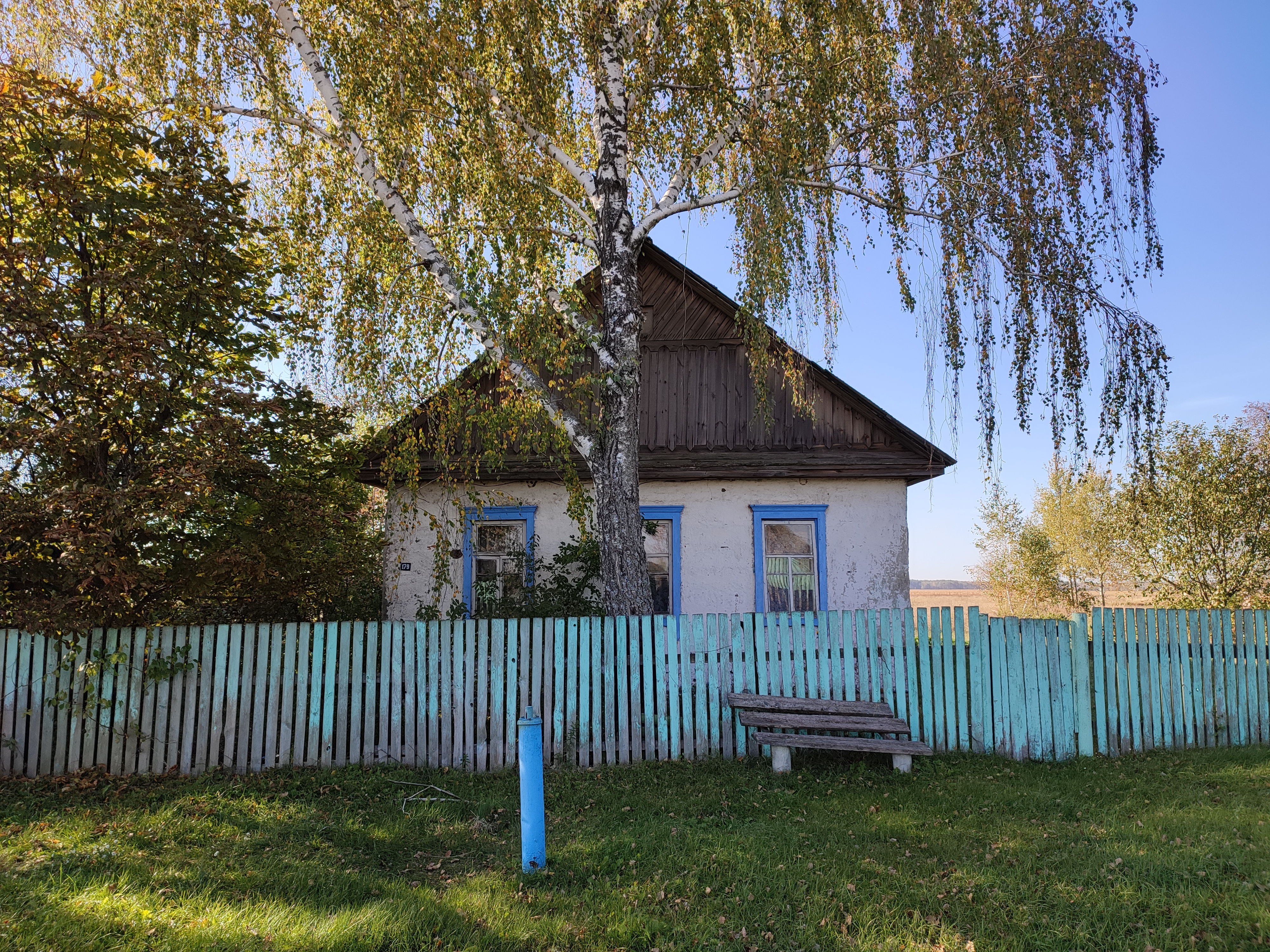
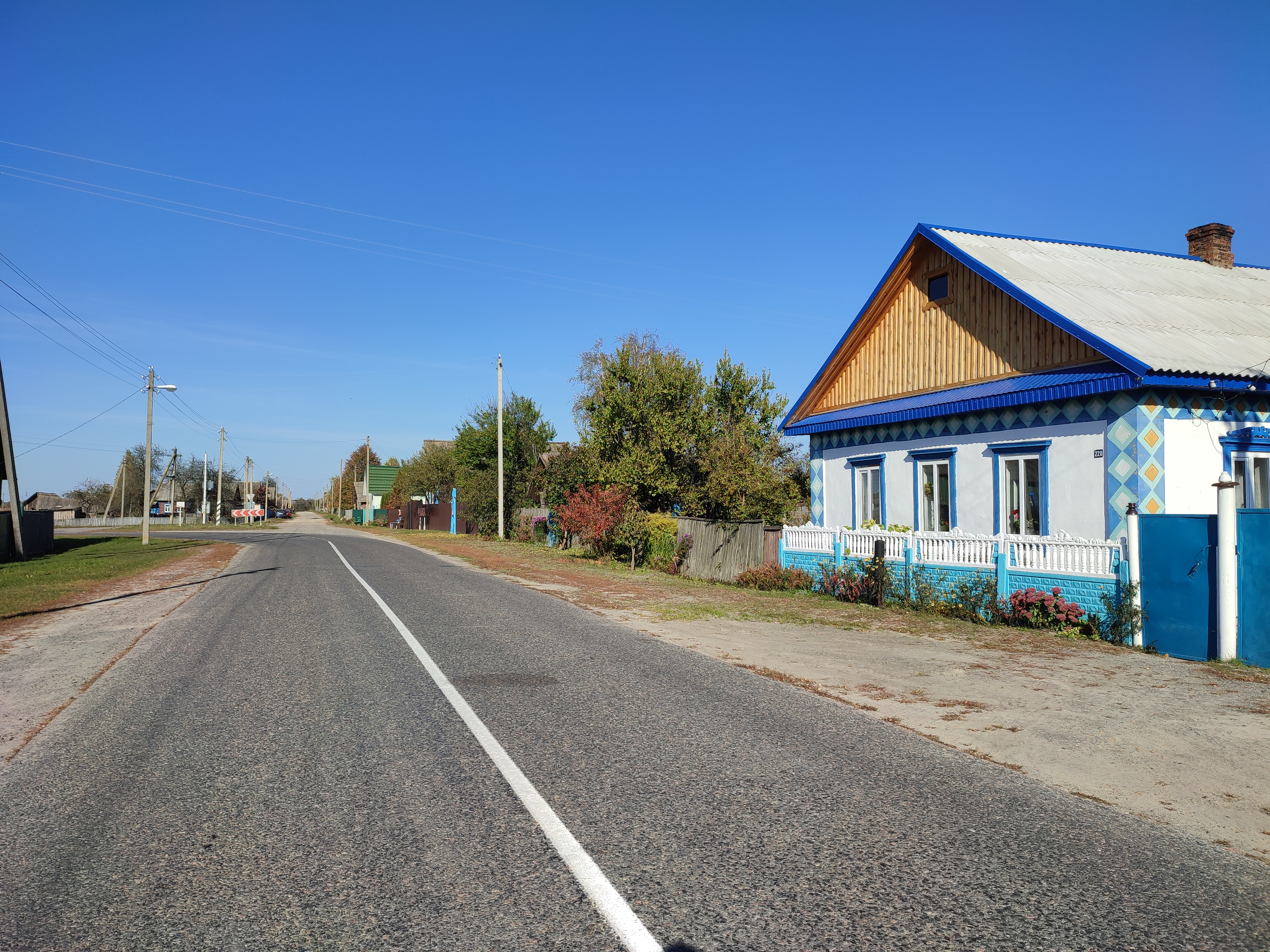
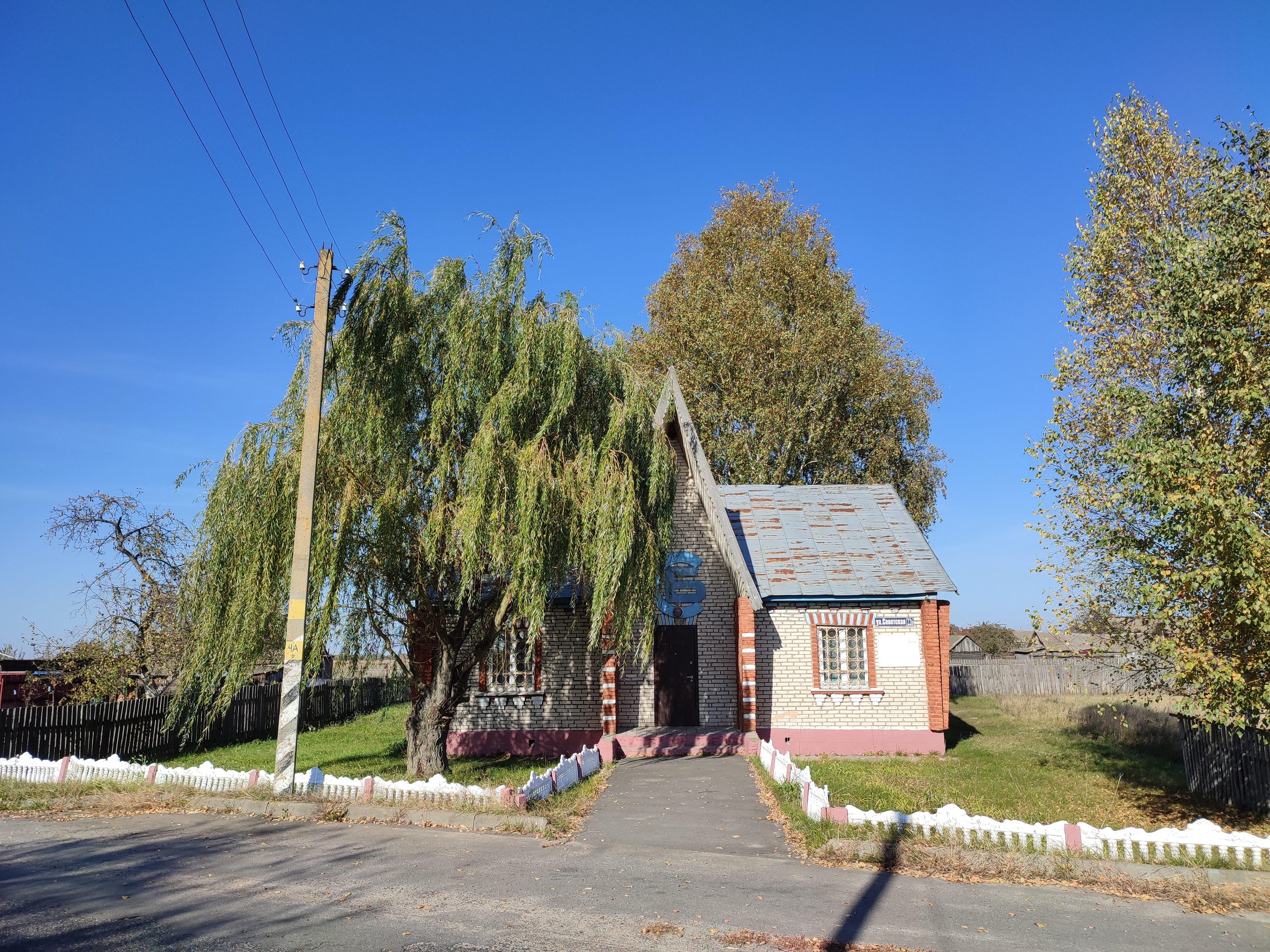